# Championnats d'Europe de cyclisme sur route 2005
Navigation
Édition précédente Édition suivante
Les Championnats d'Europe de cyclisme sur route 2005 se sont déroulés du 7 au 10 juillet 2005, à Moscou en Russie.

## Compétitions
| Jeudi 7 juillet - Femmes - moins de 23 ans, 22 km - Hommes - Juniors, 22 km Vendredi 8 juillet - Hommes - moins de 23 ans, 33 km - Femmes - Juniors | Samedi 9 juillet - Femmes - moins de 23 ans - Hommes - Juniors Dimanche 10 juillet - Femmes - Juniors, 81,6 km - Hommes - moins de 23 ans |

## Résultats
| Compétitions             | Or                            | Temps           | Argent                       | Temps        | Bronze                          | Temps        |
| Hommes - moins de 23 ans |                               |                 |                              |              |                                 |              |
| Course en ligne          | František Raboň Tchéquie      | 4 h 03 min 06 s | Anders Lund Danemark         | + 7 s        | Nick Ingels Belgique            | m.t.         |
| Contre-la-montre         | Dmytro Grabovskyy Ukraine     | 42 min 46 s     | Dominique Cornu Belgique     | + 3 s        | Janez Brajkovič Slovénie        | + 14 s       |
| Hommes - Juniors         |                               |                 |                              |              |                                 |              |
| Course en ligne          | Ivan Rovny Russie             | 3 h 07 min 30 s | Andrey Solomennikov Russie   | + 1 min 08 s | Federico Masiero Italie         | + 1 min 14 s |
| Contre-la-montre         | Dmitriy Sokolov Russie        | 28 min 49 s     | Yevgeniy Nykolenko Ukraine   | + 40 s       | Manuele Boaro Italie            | + 52 s       |
| Femmes - moins de 23 ans |                               |                 |                              |              |                                 |              |
| Course en ligne          | Gessica Turato Italie         | 3 h 36 min 38 s | Monica Holler Suède          | + 37 s       | Modesta Vžesniauskaitė Lituanie | m.t.         |
| Contre-la-montre         | Madeleine Sandig Allemagne    | 31 min 26 s     | Tatiana Guderzo Italie       | + 22 s       | Anna Zugno Italie               | + 40 s       |
| Femmes - Juniors         |                               |                 |                              |              |                                 |              |
| Course en ligne          | Alexandra Burchenkova Russie  | 2 h 22 min 26 s | Ekaterina Novozhilova Russie | m.t.         | Marta Bastianelli Italie        | + 1 min 51 s |
| Contre-la-montre         | Aleksandra Dawidowicz Pologne | 15 min 53 s     | Aušrinė Trebaitė Lituanie    | + 25 s       | Lesya Kalitovska Russie         | + 26 s       |

## Tableau des médailles
| Rang  | Nation    | Or | Argent | Bronze | Total |
| ----- | --------- | -- | ------ | ------ | ----- |
| 1     | Russie    | 3  | 2      | 1      | 6     |
| 2     | Italie    | 1  | 1      | 4      | 6     |
| 3     | Ukraine   | 1  | 1      | 0      | 2     |
| 4     | Tchéquie  | 1  | 0      | 0      | 1     |
| 4     | Allemagne | 1  | 0      | 0      | 1     |
| 4     | Pologne   | 1  | 0      | 0      | 1     |
| 7     | Belgique  | 0  | 1      | 1      | 2     |
| 7     | Lituanie  | 0  | 1      | 1      | 2     |
| 9     | Danemark  | 0  | 1      | 0      | 1     |
| 9     | Suède     | 0  | 1      | 0      | 1     |
| 11    | Slovénie  | 0  | 0      | 1      | 1     |
| Total | Total     | 8  | 8      | 8      | 24    |